# Leibniz' række
I matematikken er Leibniz' række (også kaldet Leibniz' formel for π), opkaldt efter matematikeren Gottfried Wilhelm von Leibniz, en uendelig række, defineret ved
{\displaystyle \sum _{n=0}^{\infty }{\frac {(-1)^{n}}{2n+1}}={\frac {1}{1}}-{\frac {1}{3}}+{\frac {1}{5}}-{\frac {1}{7}}+{\frac {1}{9}}-\cdots .}
Det særlige ved rækken er dens konvergens mod {\displaystyle {\frac {\pi }{4}}}.

## Bevis
Betragt den uendelige geometriske række
{\displaystyle 1-x^{2}+x^{4}-x^{6}+x^{8}-\cdots ={\frac {1}{1+x^{2}}},\qquad |x|<1.}
Den er grænsen af
{\displaystyle G_{n}(x)=1-x^{2}+x^{4}-x^{6}+x^{8}-\cdots -x^{4n-2}={\frac {1-x^{4n}}{1+x^{2}}},\qquad |x|<1,}
for {\displaystyle n\to \infty }. Ved opdeling af brøken fås
{\displaystyle {\frac {1}{1+x^{2}}}={\frac {1-x^{4n}}{1+x^{2}}}+{\frac {x^{4n}}{1+x^{2}}}=G_{n}(x)+{\frac {x^{4n}}{1+x^{2}}},}
og ved at integrere begge sider fra 0 til 1, fås
{\displaystyle \int _{0}^{1}{\frac {1}{1+x^{2}}}\,dx=\int _{0}^{1}G_{n}(x)\,dx+\int _{0}^{1}{\frac {x^{4n}}{1+x^{2}}}\,dx\ .}
Ved at integrere højresidens første integral ledvist opnås i grænsen den ønskede sum. Bidraget fra det andet integral forsvinder som {\displaystyle n\to \infty }, da
{\displaystyle \int _{0}^{1}{\frac {x^{4n}}{1+x^{2}}}\,dx<\int _{0}^{1}x^{4n}\,dx={\frac {1}{4n+1}}\ .}
Venstresiden fra før,
{\displaystyle \int _{0}^{1}{\frac {1}{1+x^{2}}}\,dx,}
evalueres til arctan(1) − arctan(0) = π/4, og samlet set fås
{\displaystyle {\frac {\pi }{4}}={\frac {1}{1}}-{\frac {1}{3}}+{\frac {1}{5}}-{\frac {1}{7}}+{\frac {1}{9}}-\cdots .}
Q.E.D.

## Effektivitet iπ-beregning
Praktisk set, er Leibniz' række en yderst ineffektiv algoritme til mekanisk eller computerassisteret beregning af π, idet det kræver enorme antal udregninger for at opnå en bemærkelsesværdig præcision. At beregne π med 10 korrekte decimaler ved brug af Leibniz' række kræver således over 10.000.000.000 matematiske operationer og vil tage længere tid på de fleste computere, end det ville tage at beregne de første millioner af decimalerne i π ved hjælp af mere effektive formler.